# Раковицэ
Раковицэ (рум. Racoviță) — знатный молдавско-валашский боярский род, подвергшийся влиянию греческой культуры, представители которого в течение длительного периода времени являлись господарями Молдавии и Валахии. Имели огромное влияние в Османской империи, в том числе благодаря принадлежности к фанариотам — греческой элите, селившейся в районе Фанар в европейской части Константинополя, что благоприятствовало укрепление власти в Румынии и благосклонности к ним со стороны османского султана. В настоящее время ряд потомков проживает на территории Румынии.
К XVII веку Раковицэ представлял собой один из наиболее влиятельных родов в Румынии. В число известных его представителей входят 3 господаря — Константин (1699—1764; господарь Молдавии в 1749—1753 и 1756—1757 годах), Михай (? — 1744; господарь Молдавии и Валахии) и Штефан (господарь Валахии в 1764—1765 годах), а также Анна, Эмиль (1868—1947; румынский учёный-биолог, зоолог, ботаник и спелеолог), Иоан Михаил (1889—1954; генерал-майор вооружённых сил Румынии, министр обороны 23 августа—4 ноября 1944 года) и Освальд.